# Bluche

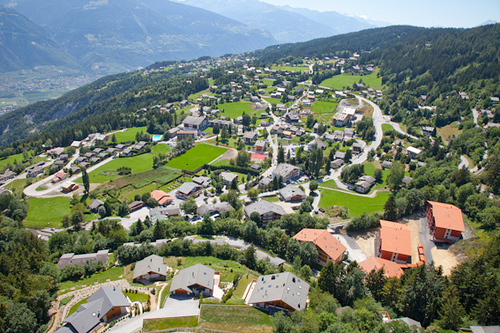
Les Roches

 Bluche is een dorp in de buurt van Randogne in het kanton Valais in Franstalig Zwitserland.
Bluche is vooral bekend omdat zich daar de eerste vestiging bevindt van hotelschool Les Roches, de International School of Hotel Management. Deze werd in 1979 opgericht door vier broers uit het dorp, Marcel, Jean-Pierre, Roger en Francis Clivaz. Nu heeft de school ook vestigingen in Amman, Marbella en Shanghai.
Minder bekend is dat er tijdens de Tweede Wereldoorlog een aantal mensen hun toevlucht in het dorp zochten. Zo woonde  Paul Hindemith in een chalet  en logeerde Sir Anthony Eden bij de familie Clivaz.
De schrijfster Elizabeth von Arnim (1866-1941) woonde met haar echtgenoot in Nassenheide, aan de Pools-Duitse grens. Toen hij in 1910 overleed, verhuisde zij naar Bluche, waar zij Château Soleil liet bouwen. Ze ontving er veel literaire gasten. Na haar overlijden werd haar huis gebruikt als sanatorium voor tuberculose patiënten.